# لحبابشة (لبحيرات)
لحبابشة هو دُوَّار يقع بجماعة بوكدرة، إقليم آسفي، جهة مراكش آسفي في المملكة المغربية. ينتمي الدوّار لمشيخة لبحيرات التي تضم 13 دوار. يقدر عدد سكانه بـ 403 نسمة حسب الإحصاء الرسمي للسكان والسكنى لسنة 2004.

## روابط خارجية
- البوابة الوطنية للجماعات الترابية نسخة محفوظة 12 مارس 2018 على موقع واي باك مشين.
- المندوبية السامية للتخطيط